# شهيد رجايي (فردوس)
شهيد رجايي (بالإنجليزية: Shahid Rajai construction site)‏ هي مستوطنة تقع في قسم برون الريفي في إيران. يقدر عدد سكانها بـ 248 نسمة .